# Remotely Controlled Telescope
Il Remotely Controlled Telescope (RCT) è un telescopio cassegrain, in uso dal 1965 all'Osservatorio di Kitt Peak.

## Storia
Il telescopio venne originariamente costruito per testare il controllo a distanza e per lo sviluppo dei telescopi spaziali. Si ipotizza che i fondi per l'RCT siano stati forniti direttamente dalla NASA o dalla United States Air Force. Un primo specchio era stato costruito in alluminio, ma senza ottenere buoni risultati. Nel 1963 fu ultimato il supporto per testare il sistema di controllo e nel 1965 fu spostato nella posizione attuale con lo specchio da 1,3 m. Nel 1969 è stato cambiato in modalità manuale, riducendo in parte i costi operativi. Subito dopo ha svolto per 25 anni un ruolo nella fotometria nel visibile e a infrarossi, che è stato utile in progetti successivi, come il telescopi Keck. I vincoli di bilancio hanno costretto alla chiusura nel 1995, dopo 30 anni di servizio, per poi essere restituito nel 2004 e tornare pienamente operativo nel 2009 sotto l'RCT Consortium, gestito dalla Western Kentucky University.